# Wee Willie Winkie
Wee Willie Winkie (bra A Queridinha do Vovô) é um filme de aventura norte-americano de 1937, dirigido por John Ford.
O roteiro de Julien Josephson e Ernest Pascal foi baseado em uma história de Rudyard Kipling. O filme é estrelado por Shirley Temple, Victor McLaglen e Cesar Romero em uma história sobre a presença britânica na Índia do século XIX. A produção foi filmada em grande parte no Iverson Movie Ranch, em Chatsworth, Los Angeles, onde um número de conjuntos elaborados foram construído para o filme.[carece de fontes?]
William S. Darling e David S. Hall foram nomeados para um Oscar de melhor direção de arte.

## Elenco
- Shirley Temple como Priscilla Williams
- Victor McLaglen como Sargento MacDuff
- C. Aubrey Smith como Coronel Williams
- June Lang como Joyce Williams
- Michael Whalen como Lieut. Brandes
- Cesar Romero como Khoda Khan
- Constance Collier como Mrs. Allardyce
- Douglas Scott como Mott
- Gavin Muir como Capitão Bibberbeigh
- Willie Fung como Bagdy
- Lionel Pape como Major Allardyce
- Clyde Cook como Major Sneath
- Bunny Beatty como Elsie Allardyce (como Lauri Beatty)
- Lionel Braham como Major-general Hammond